# Philornis mima
Philornis mima är en tvåvingeart som först beskrevs av Townsend 1927.  Philornis mima ingår i släktet Philornis och familjen husflugor. Inga underarter finns listade i Catalogue of Life.